# AffrontTheater
Das Salzburger AffrontTheater ist eine 1989 von Fritz Egger in Salzburg gegründete Kabarettgruppe. 1995 wurde das AffrontTheater mit dem Kleinkunstpreis Salzburger Stier ausgezeichnet.

## Mitglieder
- Johannes Pillinger (Klavier)
- Peter Scholz (Spiel, Regie)
- Fritz Egger (Spiel, Regie, Autor)
- Manfred Koch (Autor)
- Fritz Popp (Autor)

## Programme
1. Abklingendes Österreich (Premiere: 25. November 1989 im Kleinen Theater Salzburg)
2. Sieg nach Nummern (11. Dezember 1990 in den Kammerspielen des Salzburger Landestheaters)
3. Ham III (Homo Austriacus Masculinus, 22. Februar 1992 anlässlich der „10. 88MotzArt-Woche“ im Großen Studio des Salzburger Mozarteum)
4. Das grosse Pressen (26. Januar 1993 im Wiener Metropol)
5. Hamlight & Macphisto (10. Mai 1993 im Salzburger Landestheater)
6. Ohnmacht braucht Kontrolle (19. Dezember 1994 im Salzburger Landestheater)
7. Auting (21. Juni 1995 im Waldviertler Hoftheater in Pürbach/NÖ)
8. Euham  (16. Dezember 1996 im Landestheater Salzburg)
9. Euham 2001 (15. Dezember 1997, Landestheater Salzburg)
10. Zwanxvorstellung (9. Dezember 1999, Kleines Theater Salzburg)
11. Net wirklich (7. Dezember 2000, Kleines Theater Salzburg)
12. Eggerbissen
13. Affrontisiakum
14. Augen weit zu
15. Brutal human